# Edward Hall (bobsleista)
Edward Ramsden „Eddie” Hall (ur. 17 lipca 1900 w Huddersfield, zm. 12 maja 1982 w Monte Carlo) – brytyjski bobsleista, uczestnik igrzysk Olimpijskich.
Hall reprezentował Wielką Brytanię na II Zimowych Igrzyskach Olimpijskich w Sankt Moritz w 1928 roku. Wystartował tam w konkurencji męskich czwórek/piątek. Był członkiem załogi GREAT BRITAIN II, w skład której wchodzili także kapitan Henry Martineau, John Dalrymple, John Gee i Walter Birch. W pierwszym ze ślizgów druga z brytyjskich ekip zajęła szóste miejsce z czasie 1:41,7. Drugi ślizg poszedł jej gorzej – z czasem 1:44,5 zajęła dziesiąte miejsce. W klasyfikacji końcowej załoga zajęła dziewiąte miejsce z łącznym czasem 3:26,2.
Był również kierowcą wyścigowym.